# Sepsis flavimana
Sepsis flavimana är en tvåvingeart som beskrevs av Johann Wilhelm Meigen 1826. Sepsis flavimana ingår i släktet Sepsis och familjen svängflugor. Arten är reproducerande i Sverige. Inga underarter finns listade i Catalogue of Life.